# La canción del gaucho
La canción del gaucho es una película de Argentina filmada en blanco y negro dirigida por José Agustín Ferreyra sobre su propio guion que se estrenó el 4 de noviembre de 1930 y que tuvo como actores principales a María Turgenova, Arturo Forte, Álvaro Escobar y Amanda Varela. Inicialmente iba a llamarse La ley de los gauchos.

## Producción
La película se filmó sin sonido en los Estudios Valle situados en la calle México entre Tacuarí y Piedras. Después de filmada se le agregó en los Estudios de Sociedad Impresora de Discos Electrofónicos por el sistema Vitaphone el fondo musical de Eleuterio Iribarren y Augusto A. Gentile, y el tango Alma de indio, que lleva letra de Pedro Numa Córdoba y música de  Gentile cantado por Turgenova.
Por pedido de Valle, Ferryra -contrariamente a su hábito- hizo un guion previo a comenzar el rodaje, con un encuadre y esbozos de diálogos, pero una vez iniciada la filmación lo dejó de lado para rodar "de memoria".

## Sinopsis
Un triángulo amoroso entre una mujer, un estanciero y un paisano.

## Reparto
- María Turgenova
- Arturo Forte
- Johnny Cipry
- Olga de los Campos
- Álvaro Escobar
- Amanda Varela
- Luis Capri
- Mario Zappa

## Comentarios
Jorge Miguel Couselo opinó:

«Sin sensible realce anecdóico en el reflotamiento de la viejae ingenua oposición de la pureza campesina a la vida ciudadana, el resultado fue un pastiche, con irregularidades técnicas que se añadían al artificio del agregado y a convencionalismos de ambientación de la vida de estancia que no captaba exteriores, el mundo de la peonada y la vida del estanciero a nivel burgués…Verdaderamente no dejó contesto a nadie. A Ferreyra menos que a ninguno.
»

Manrupe y Portela escriben:

«Folletín de algún interés por ser un primitivo intento de sonorización.» 